# Jean-Michel Balthazar
Pour les articles homonymes, voir Balthazar.
Jean-Michel Balthazar est un comédien belge né le 25 janvier 1967 à Ougrée en Belgique.
Enfant, c'est en accompagnant ses parents en tournée avec le théâtre de marionnette liégeoise familial qu'il trouve probablement l'envie de devenir comédien[réf. nécessaire].
Il est lauréat du Prix supérieur d'art dramatique (avec la plus grande distinction) du Conservatoire royal de Liège en 1994[réf. nécessaire].
En 2018, il obtient le prix du meilleur acteur dans un rôle secondaire au Satisfied Eye International Film Festival pour son rôle dans le court-métrage Calamity de Séverine De Steyker et Maxime Feyers[réf. nécessaire].

## Filmographie

### Cinéma

#### Longs métrages
- 1996 : La Promesse de Jean-Pierre et Luc Dardenne : l'inspecteur du travail
- 2002 : Hop de Dominique Standaert : Policier du guichet
- 2005 : Le Couperet de Costa-Gavras : Barman Arcadia
- 2005 : L'Enfant de Jean-Pierre et Luc Dardenne : Le Barman
- 2008 : Les Dents de la nuit de Vincent Lobelle et Stephen Cafiero : Mr Francis
- 2009 : Cinéman de Yann Moix : Le brocanteur
- 2011 : Le Gamin au vélo de Jean-Pierre et Luc Dardenne : Le voisin du Val-potet
- 2014 : Benoît Brisefer : Les Taxis rouges de Manuel Pradal : Taxi 2
- 2014 : Welp (cub) de Jonas Govaerts : Agent Jacques Franju
- 2014 : Je suis à toi de David Lambert : Henry
- 2015 : Un début prometteur d'Emma Luchini : Pierre
- 2015 : Belgica de Felix Van Groeningen : André
- 2016 : Bienvenue à Marly-Gomont de Julien Rambaldi : Le tenancier du café
- 2016 : La Fille inconnue de Jean-Pierre et Luc Dardenne : l'homme diabétique
- 2017 : Hannah d'Andrea Pallaoro : Chris
- 2018 : La Femme la plus assassinée du monde de Frank Ribière : Paul Ratineau
- 2018 : Plein la vue de Philippe Lyon le contrôleur
- 2019 : Premier de la classe de Stéphane Ben Lahcen : le prof Deux
- 2021 : À l'ombre des filles d’Étienne Comar : le surveillant
- 2023 : J'aime la vie de Mathias Sercu : Armand
- 2024 : Sous le vent des Marquises de Pierre Godeau : docteur Bernard Pons
- 2024 : L'enfant bélier de Marta Bergman : le commissaire
- 2025 : Brûler avec les anges de Karim Ouelhaj : Papy

#### Courts et moyens métrages
- 2005 : La Trace de Daniel Mannelli
- 2006 : Dormir au chaud de Pierre Duculot : Hubert
- 2007 : N'oublie pas demain de Joseph Kopéti
- 2007 : Missing de Matthieu Donck : le collègue de bureau
- 2007 : En pays éloigné de Vero Cratzborn
- 2008 : Merry christmas de Daniel Mannelli
- 2009 : Le plein d'aventure de Dominique Reding
- 2009 : Vivre encore un peu... de David Lambert : le père
- 2014 : Solo rex de François Bierry : le gérant du bistrot
- 2016 : Limbo de Noah Basomboli : le Barman
- 2016 : Calamity de Séverine De Streyker et Maxime Feyers : Lucien
- 2018 : Ma planète de Valéry Carnoy : Henri
- 2020 : Aquariens d’Alice Barsby : Le père
- 2023 : Drôle d’oiseau d’Achille Balthazar : Henri
- 2024 : Résidence de Stéphane Hénocque : Edgar

#### Doublage
- 2011 : Le Mulot menteur d'Andrea Kiss, Marina Rosset, Rebecca Akoun et Sophie Roze
- 2025 : " Heysel 1985 - Dans l’enfer de la foule " de Christophe Hermans et Boris Tilquin .

### Télévision
- 1996 : Chloé  de Dennis Berry (téléfilm)
- 2005 : Le Piège du Père Noël  de Christian Faure (téléfilm) : le Père -Noël
- 2016 : Amnêsia  de Jérôme Fansten et Patrick de Ranter (web série) : le garagiste
- 2017 : Zone blanche de Julien Despaux et Thierry Poiraud (série télévisée) : l'avocat
- 2017 : Le Viol d'Alain Tasma (téléfilm) : l'hôtelier
- 2017 : Unité 42 d'Indra Siera (série télévisée) : Lambert Hammers
- 2018 : Les Rivières pourpres d'Olivier Barma (série télévisée) : M. Coudray
- 2018 : La Trêve (saison 2) de Matthieu Donck (série télévisée) : Docteur Lefèvre
- 2020 : Albatros de Wannes Destoop (série télévisée) : Raymond
- 2023 : 1985 de Wouter Bouvijn (série télévisée) : Léon Finné
- 2025 : Chantal (saison 3) de Jeroen Dumoulein (série télévisée): Ollie

## Théâtre
- 1989 : Californie paradis des morts de faim de Sam Shepard, mise en scène de Francis Debruyne, compagnie Le Moderne
- 1989 : Escurial de Michel de Ghelderode, mise en scène de Jean Vangeebergen, compagnie A T B
- 1991 : La comédie du dernier jour du monde de Michel Udiany, mise en scène de Claude Talbot, compagnie de la Salamandre (b)
- 1992 : Galilée de Bertolt Brecht, mise en scène de Lorent Wanzon, théâtre universitaire de Liège
- 1992 : La folie originelle d'Eugène Sawitskaya, mise en scène de Frédéric Neige, Groupov
- 1993 : Mein Kampf de Georges Tabori, mise en scène de Henri Ronse, nouveau théâtre de Belgique
- 1994 : Pasteur ephraim magnus de Hans Henny Jahnn, mise en scène de Frédéric Neige, Groupov
- 1994 : Peines d'amour perdues de Shakespeare, mise en scène de Phillipe Sireuil, Théâtre de la place Liège
- 1994 : Les pas perdus (création collective), mise en scène de Dominique Roothooft, Compagnie Grand-guignol
- 1995 : L'heure bleue de Joel Jouanneau, mise en scène de l'auteur, théâtre de la place Liège
- 1995 : On ne badine pas avec l'amour d'Alfred de Musset, mise en scène de Phillipe Sireuil, théâtre Varia
- 1996 : L'épreuve de Marivaux, mise en scène de Mathias Simons, Groupe 92
- 1996 : Andromaque de Racine, mise en scène de Jacques Delcuvellerie, Théâtre de la place
- 1996 : Par les villages de Peter Handke, mise en scène de Mathias Simons, Théâtre National de Belgique
- 1996 : Le procès d'Oscar Wilde de Bernard Mouffe, mise en scène de Daniel Henry, compagnie Le Moderne
- 1997 : Lulu de Franck Wedekind, mise en scène de Jacques Delcuvellerie, Groupov
- 1997 : Liliom de Ferenc Molnar, mise en scène de Jean-louis collinet, Théâtre de la place
- 1997 : Thyeste de Sénèque, mise en scène de Nathalie Mauger, Théâtre de la place Liège
- 1997 : Modeste proposition... de Jonathan Swift, mise en scène de Dominique Roothooft, Compagnie Grand-guignol
- 1998 : Amed le subtil d'Alain Badiou, mise en scène de Christine Delmotte, Théâtre des Martyrs
- 1998 : Un garçon de chez Very d'Eugène Labiche, mise en scène de Phillipe Van Kessel, Théâtre National de Belgique
- 1998 : Le dernier chant d'Ophélie (création collective), mise en scène de Dominique Roothooft, compagnie Grand-guignol
- 1998 : Le directeur de théâtre de Wolfgang Amadeus Mozart, mise en scène de Joel Lauwers, Théâtre de la place
- 1999 : La nuit des rois de William Shakespeare, mise en scène de Nathalie Mauger, Théâtre national de Belgique
- 2000 : Aurore boréale de Paul Pourveur, mise en scène de Christne Delmotte, Théâtre Le Botanique
- 2000 : Sur les traces d’Oskar Serti de Patrick Corillon, mise en scène de Dominique Roodthooft, L’aire libre Saint-Jacques de la lande
- 2001 : Faust de Marlowe, mise en scène collective, Compagnie Mezza-luna
- 2002 : Supermarket de Biljana Srbljanovic, mise en scène de Paolo Magelli, Théâtre de la place
- 2003 : Quatuors de Daniel Keene, mise en scène de Mathias Simons, Théâtre de la place
- 2004 : Éclats d'Harms Cabaret d'après Daniil Harms, mise en scène de Axel de Boosere, Compagnie Arsenic
- 2005 : Papiers d'Arménie de Caroline Safarian, mise en lecture de C. Safarian Théâtre de poche
- 2005 : Partition de Jean-Yves Picq, mise en scène de Jean-François Noville, festival émulation
- 2006 : L'ami des lois d'après Georges Courteline, mise en scène de Lorent Wanson, Théâtre National de Belgique
- 2007 : André del Sarto d'Alfred de Musset, mise en scène de Nathalie Mauger, théâtre de la place
- 2009 : Don Juan de Molière, mise en scène de Michel Kacenelenbogen, Théâtre Le Public
- 2010 : Rain Man de  Dan Gordon (en), mise en scène de Michel Kacenelenbogen, Théâtre Le Public
- 2011 : 1984 d'après le roman de George Orwell, mise en scène de Mathias Simons, Théâtre Varia
- 2012 : Pinocchio le bruissant d'Eugène Savitskaya, mise en scène de Pietro Varasso, Théâtre de la place
- 2014 : Cyrano de Bergerac d'Edmond Rostand, mise en scène Dominique Pitoiset, Théâtre de l'Odéon
- 2015 : Casanova de Serge De Poucques, mise en scène de Michel Kacenelenbogen, Théâtre le Public
- 2018 : Et des poussières... de Michel Bellier, mise en scène de Joëlle Cattino, Dynamo Théâtre
- 2019 : Linda Vista de Tracy Letts, mise en scène de Dominique Pitoiset, Scène nationale Annecy, Théâtre de Liège
- 2022 : Le Tartuffe de Molière, mise en scène de Yves Beaunesnes, Théâtre de Liège, Théâtre Montansier Versailles